# El Playón
El Playón é uma cidade venezuelana, capital do município de Santa Rosalía.